# Яма (река, впадает в Охотское море)
Я́ма — река на Дальнем Востоке России, протекает по территории Ольского района Магаданской области. Впадает в Переволочный залив Охотского моря.
В устье реки расположен посёлок Ямск.
Длина реки 270 км (с рекой Майманджа — 285 км), площадь бассейна — 12,5 тыс. км². По площади бассейна Яма занимает четвёртое место среди рек Хабаровского края и 82-е — в России.

## Гидроним
Название реки, вероятно, корякского происхождения (на эвенском не этимологизируется), от номенклатурного термина на чавчувенском диалекте в’аям — «река».

## Гидрография
Берёт начало от слияния Майманджи и Маймачана. В нижнем течении протекает по заболоченной низменности, по правому берегу находится множество небольших термокарстовых озёр, в самом русле есть несколько островов. Река имеет быстрое течение, множество перекатов, проток. Дно каменистое и на всём протяжении захламлено завалами и наносами, нередки наледи. Берега крутые и каменистые. В пойме реки произрастают леса чозениево-тополёвого типа.

### Водный режим
Замерзает в конце октября; в последние зимние месяцы отмечается серьёзное снижение уровня воды. Продолжительность ледостава около 200 суток. Максимальный подъём уровня вод происходит весной после ледохода в первой декаде июня. Периодические паводки также наблюдаются в летний период после дождей. С мая по октябрь происходит около 95 % годового стока воды.
Среднемноголетний расход воды в устье составляет 150 м³/с, объём стока 4,734 км³/год, модуль стока 12 л/(с×км²).

### Состав воды
Средняя мутность воды не более 25-50 г/м³. Минерализация воды в период максимального стока меньше 50 мг/л. По химическому составу вода относится к гидрокарбонатному классу и кальциевой группе.

## Ихтиофауна
Рыбные ресурсы реки богаты и разнообразны. Промысловое значение имеют лососёвые: кета, горбуша, кижуч, голец, а также хариус.